# Motoki Nishimura
Motoki Nishimura (n. 8 iunie 1947, Prefectura Chiba, Japonia) este un judocan ce a reprezentat Japonia, medaliat olimpic. A participat la o ediție a Jocurilor Olimpice (1972) în care a câștigat o medalie de bronz.

## Participări
Lista de mai jos prezintă principalele competiții la care a participat Motoki Nishimura de-a lungul carierei.
- judo at the 1972 Summer Olympics – men's +93 kg[*]